# غاري بريغز
غاري بريغز (بالإنجليزية: Gary Briggs)‏ (21 يونيو 1959 في المملكة المتحدة - ) هو لاعب كرة قدم بريطاني في مركز الدفاع. لعب مع أكسفورد يونايتد ونادي بلاكبول ونادي ميدلزبره ونادي تشورلي.

## وصلات خارجية
- غاري بريغز على موقع قاعدة بيانات كرة القدم.إي يو (الإنجليزية)
- غاري بريغز على موقع Soccerbase.com (لاعب) (الإنجليزية)